# Gratulacje: 50 lat Konkursu Piosenki Eurowizji
Gratulacje: 50 lat Konkursu Piosenki Eurowizji – koncert zorganizowany 22 października 2005 na terenie Forum Arena w Kopenhadze przez duńskiego nadawcę Danmarks Radio (DR) oraz Europejską Unię Nadawców (EBU) z okazji 50-lecia Konkursu Piosenki Eurowizji.
W trakcie koncertu wybrano największy przebój w historii Konkursu Piosenki Eurowizji. Głosowanie wygrała piosenka szwedzkiego zespołu ABBA „Waterloo”, która zajęła pierwsze miejsce finale konkursu w 1974.
Koncert poprowadzili Katrina Leskanich i Renārs Kaupers.

## Przebieg konkursu

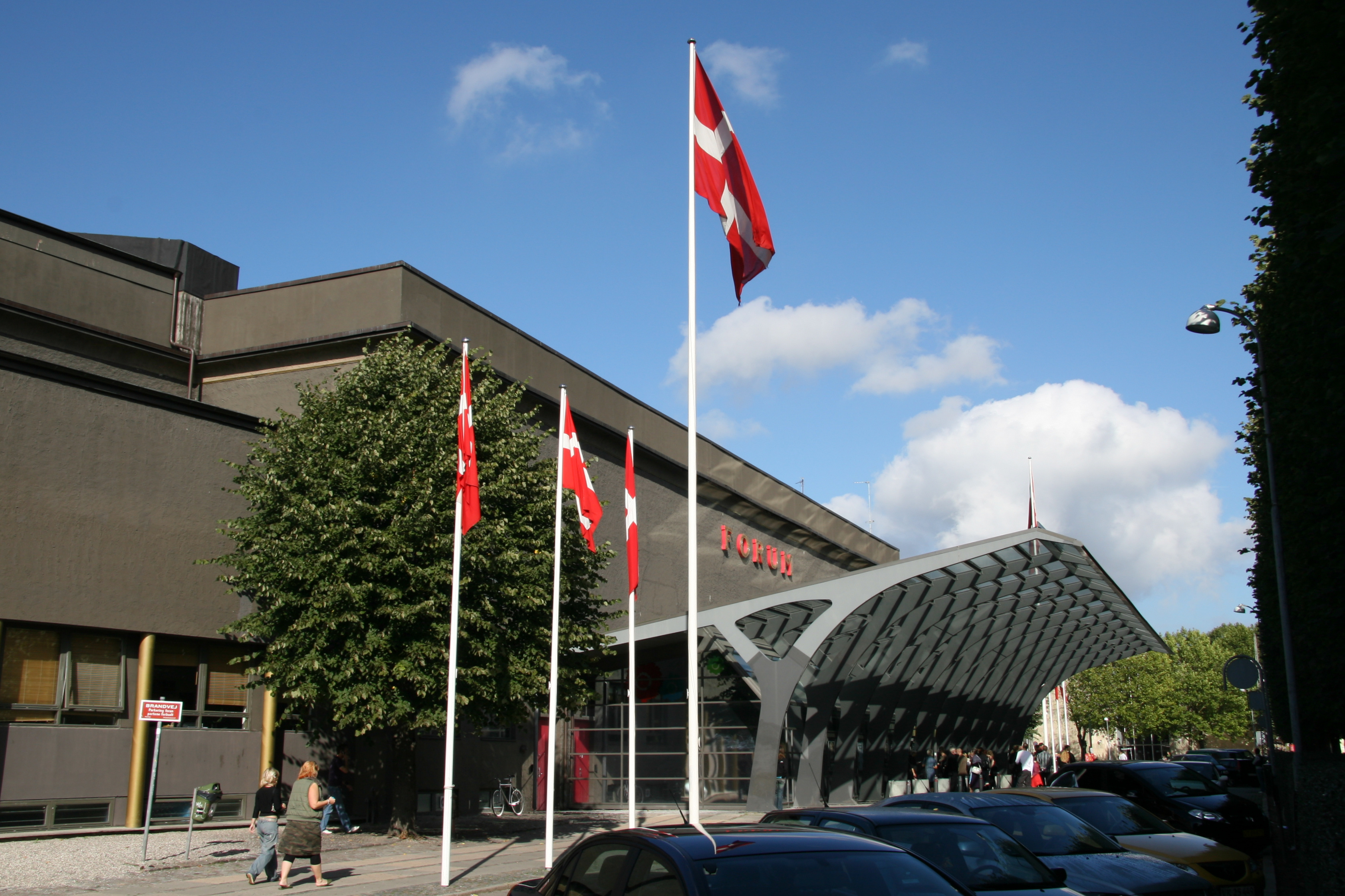
Forum Arena – miejsce organizacji koncertu

W 2002 Jürgen Meier-Beer z Grupy Referencyjnej Europejskiej Unii Nadawców (EBU) poinformował o planach zorganizowania koncertu jubileuszowego z okazji 50-lecia Konkursu Piosenki Eurowizji.
W maju 2005 EBU zorganizowała konferencję prasową dotycząca koncertu.
W trakcie koncertu zorganizowano głosowanie lokalnych komisji jurorskiej oraz telewidzów, którzy mogli oddawać swoje głosy za pośrednictwem telefonów i wiadomości SMS. W pierwszej turze głosowania liczba piosenek została zredukowana do pięciu, a każdy kraj przyznawał swoje głosy w tzw. systemie eurowizyjnych (tj. 12 punktów dla najlepiej ocenionej piosenki, 10 punktów do drugiej piosenki, 8 dla trzeciej itd. aż do 1 punktu dla dziesiątej piosenki w rankingu). W drugiej rundzie głosowania przyznawano 6-8, 10 i 12 punktów dla każdej z propozycji. Telewidzowie oddali łącznie ok. 2,5 miliona głosów.

## Kraje uczestniczące
W maju 2005 EBU uruchomiła głosowanie internetowe, w którym wyłoniono dziesięć konkursowych utworów. Internauci przez kilka miesięcy głosowali na swoje ulubione eurowizyjne piosenki z pięciu dekad: z lat 1956–1965, 1966–1975, 1976–1985, 1988–1995 oraz 1996–2005. Po dwie piosenki z największą liczbą punktów zakwalifikowano do koncertu głównego. Cztery kolejne utwory konkursowe wybrała Grupa Referencyjna EBU.
16 czerwca 2005 opublikowano listę z piosenkami dopuszczonymi do koncertu. Jedenaście z nich wygrało Konkurs Piosenki Eurowizji, pozostałe (tj. „Nel blu dipinto di blu”, „Congratulations” i „Eres tu”), zajęły miejsca w pierwszej „trójce” swoich konkursów. Dwa kraje, Irlandia i Wielka Brytania, reprezentowane były przez dwie piosenki, a Johnny Logan z Irlandii pojawił się dwukrotnie na liście konkursowej z dwiema swoimi piosenkami: „What’s Another Year?” i „Hold Me Now”.

## Pozakonkursowe występy i goście specjalni
W trakcie koncertu wystąpiło wielu wykonawców, którzy na przestrzeni lat wzięli udział w Konkursie Piosenki Eurowizji. Koncert rozpoczął się odegraniem oficjalnego hymnu konkursu „Te Deum” oraz wiadomością wideo od Cliffa Richarda. Po krótkim materiale filmowym, zawierającym fragmenty czternastu konkursowych piosenek, 24-osobowa orkiestra w studiu zagrała na żywo mieszankę kilku eurowizyjnych utworów: „Ding-A-Dong”, „A-Ba-Ni-Bi”, „Le dernier qui a parlé...” i „Dschinghis Khan”. Pod koniec występu na scenie pojawiła się Katrina Leskanich, która zaśpiewała piosenkę „Love Shine a Light” swojego zespołu Katrina and the Waves.
Podczas koncertu wykonawcom towarzyszył chór wokalny złożony ze zwycięzców Konkursu Piosenki Eurowizji, w którego skład weszli: Eimear Quinn (1996), Charlie McGettigan (1994) i Linda Martin (1992), a także Jakob Sveistrup, reprezentant Danii w 50. Konkursie Piosenki Eurowizji. Podczas prezentacji większości konkursowych piosenek na scenie zatańczyła grupa taneczna, a na telebimach wyświetlano oryginalne wideo z występu poszczególnych uczestników. Jedyną piosenką zaprezentowaną na żywo była „My Number One” Eleny Paparizou.
Piosenki ze stawki konkursowej były zapowiedziane przez uczestników konkursu, którymi byli: Carola Häggkvist, Massiel, Dana International, Birthe Wilke, Anne-Marie David, Sandra Kim, duet Bobbysocks (Elisabeth Andreassen i Hanne Krogh), Olsen Brothers, Emilija Kokić (wokalistka zespołu Riva), Marie Myriam, Sertab Erener, Cheryl Baker (jedna z wokalistek zespołu Bucks Fizz) i Lys Assia. W trakcie koncertu gościnnie na scenie wystąpili także: zespół taneczny Riverdance, Ronan Keating, grupa Brotherhood of Man, Chór Wrzeszczących Facetów (Mieskuoro Huutajat), duet Nicole & Hugo, Elena Paparizou i Johnny Logan. W trakcie głosowania w pierwszej rundzie na scenie zaprezentowano mieszankę wybranych eurowizyjnych utworów, które zaśpiewali: Dana International (w kreacji projektu Jeana Paula Gaultiera, Carola Häggkvist, Alsou, Fabrizio Faniello, Marie Myriam, Richard Herrey i Tomas Thordarson. Zaprezentowano również filmowe pozdrowienia od Cliffa Richarda oraz Nicole Seibert, którzy nie pojawili się na koncercie. Udziału w koncercie odmówiła m.in. Vicky Leandros, zwyciężczyni konkursu z 1972.
W trakcie koncertu pokazano sześć krótkich montaży filmowych zawierających fragmenty wybranych eurowizyjnych występów. Filmy podzielono na kategorie: Poprzedni zwycięzcy, Ponadczasowe występy, Uroczy mężczyźni, Niezapomniane interpretacje taneczne, Siła kobiet i Zdobywcy drugiego miejsca.

## Wyniki
| L.p. | Kraj            | Wykonawca          | Piosenka                        | Półfinał | Punkty | Finał | Punkty |
| ---- | --------------- | ------------------ | ------------------------------- | -------- | ------ | ----- | ------ |
| 1    | Wielka Brytania | Cliff Richard      | „Congratulations”               | 8        | 105    | –     | –      |
| 2    | Irlandia        | Johnny Logan       | „What’s Another Year?”          | 12       | 74     | –     | –      |
| 3    | Izrael          | Dana International | „Diva”                          | 13       | 39     | –     | –      |
| 4    | Hiszpania       | Mocedades          | „Eres tú”                       | 11       | 90     | –     | –      |
| 5    | Niemcy          | Nicole             | „Ein biβchen Frieden”           | 7        | 106    | –     | –      |
| 6    | Włochy          | Domenico Modugno   | „Nel blu dipinto di blu”        | 2        | 200    | 2     | 267    |
| 7    | Szwecja         | ABBA               | „Waterloo”                      | 1        | 331    | 1     | 329    |
| 8    | Dania           | Olsen Brothers     | „Fly on the Wings of Love”      | 6        | 111    | –     | –      |
| 9    | Luksemburg      | France Gall        | „Poupée de cire, poupée de son” | 14       | 37     | –     | –      |
| 10   | Turcja          | Sertab Erener      | „Everyway That I Can”           | 9        | 104    | –     | –      |
| 11   | Szwajcaria      | Céline Dion        | „Ne partez pas sans moi”        | 10       | 98     | –     | –      |
| 12   | Irlandia        | Johnny Logan       | „Hold Me Now”                   | 3        | 182    | 3     | 262    |
| 13   | Wielka Brytania | Brotherhood of Man | „Save Your Kisses for Me”       | 5        | 154    | 5     | 230    |
| 14   | Grecja          | Elena Paparizou    | „My Number One”                 | 4        | 167    | 4     | 245    |

Źródło:

## Międzynarodowi nadawcy, komentatorzy oraz głosowanie
Koncert jubileuszowy transmitowali „na żywo” nadawcy publiczni z 32 krajów, które wzięły również udział w głosowaniu. Wydarzenie pokazane było również z opóźnieniem w Albanii, Armenii, Australii i Kosowie, gdzie nie odbywało się głosowanie. Konkursu nie transmitowały telewizje z Wielkiej Brytanii i Francji.
Poniższy spis uwzględnia kraje, które brały udział w głosowaniu, a także nazwiska komentatorów koncertu z poszczególnych krajów.

- Andora – Meri Picart (Ràdio i Televisió d’Andorra)
- Austria – Andi Knoll (Österreichischer Rundfunk)
- Belgia – André Vermeulen i Anja Daems (VRT), Viktor Lazlo i Yves Barbieux RTBF)
- Bośnia i Hercegowina – Dino Merlin (PBSBiH)
- Chorwacja – Emilija Kokić (HRT)[21]
- Cypr – Evi Papamichail (CyBC)
- Dania – Nicolai Molbech (Danmarks Radio)
- Finlandia – Jaana Pelkonen i Heikki Seppälä (Yle)[22]
- Grecja – Elizabeth Filipuli (Ellinikí Radiofonía Tileórasi)
- Hiszpania – Beatriz Pécker i José María Íñigo (Televisión Española)
- Holandia – Willem van Beusekom (TROS)[23]
- Irlandia – Marty Whelan (Raidió Teilifís Éireann)
- Islandia – Gísli Marteinn Baldursson (Ríkisútvarpið)
- Izrael – brak komentatora (Israel Broadcasting Authority)
- Litwa – (Lietuvos Nacionalinis Radijas ir Televizija)
- Łotwa – Marie N (LTV)
- Macedonia – (MKRTV)
- Malta – brak komentatora (PBS)
- Monako – Bernard Montiel i Églantine Emeyé (TMC)
- Niemcy – Peter Urban (ARD, Westdeutscher Rundfunk); (Südwestdeutscher Rundfunk)[24]
- Norwegia – Jostein Pedersen (Norsk Rikskringkasting)
- Polska – Artur Orzech (Telewizja Polska)
- Portugalia – Eládio Clímaco (Rádio e Televisão de Portugal)
- Rumunia – brak komentatora (TVR)
- Rosja – Jelena Batinowa (C1R)
- Serbia i Czarnogóra – Duška Vučinić-Lučić (Udruženje javnih radija i televizija)
- Słowenia – Andrej Hofer (Radiotelevizija Slovenija)
- Szwajcaria – Sandra Studer (SF), Serge Moisson (TSR), Sandy Altermatt (RTSI)
- Szwecja – Pekka Heino (Sveriges Television)[25]
- Turcja – Bülend Özveren (TRT)
- Węgry – (Magyar Televízió)
- Ukraina – Pawło Szyłko (NTU)